# Oh ma
Oh ma è un singolo dei cantanti italiani Rocco Hunt e Noemi, pubblicato il 20 giugno 2025 come primo estratto dalla riedizione digitale del sesto album in studio Ragazzo di giù di Hunt.

## Descrizione
Il brano, scritto dallo stesso Rocco Hunt con Federica Abbate e Jacopo Angelo Ettorre, in arte Jacopo Èt, è prodotto da ITACA, team fondato dal duo musicale Merk & Kremont, e ha segnato la prima collaborazione tra i due artisti.

## Promozione
Il 1º giugno 2025 lo stesso Rocco Hunt, nel corso del festival musicale Future Hits Live al Foro Italico di Roma, ha rivelato di essere a lavoro su un nuovo singolo. Nei giorni successivi, dopo aver lanciato diversi indizi sui suoi profili social, ha rivelato di trovarsi in studio con Noemi per registrare il loro primo brano insieme, che lo hanno poi eseguito in anteprima nel corso della prima puntata del festival musicale TIM Summer Hits in Piazza del Popolo a Roma, trasmessa in prima serata su Rai 1 il 13 giugno.

## Video musicale
Il video musicale, diretto da Fabrizio Conte, è stato pubblicato il 23 giugno 2025 attraverso il canale YouTube di Rocco Hunt.

## Tracce
Testi di Rocco Pagliarulo, Federica Abbate e Jacopo Angelo Ettorre, musiche di Eugenio Maimone, Federico Mercuri, Giordano Cremona e Iacopo Falsetti.
1. Oh ma – 2:49

## Classifiche
| Classifica (2025) | Posizione massima |
| ----------------- | ----------------- |
| Italia            | 28                |